# Mutya Buena
 (août 2017).
Si vous disposez d'ouvrages ou d'articles de référence ou si vous connaissez des sites web de qualité traitant du thème abordé ici, merci de compléter l'article en donnant les références utiles à sa vérifiabilité et en les liant à la section « Notes et références ».
Rosa Isabel Mutya Buena (née le 21 mai 1985 à Londres) est une chanteuse britannique. Elle est l'une des membres fondatrices du groupe Sugababes.
Mutya et Keisha Buchanan rencontrent Siobhán Donaghy lors d'une soirée en 1998 et décident de monter le groupe Sugababes. Mutya participe à la création de quatre albums: One Touch, Angels With Dirty Faces, Three et Taller In More Ways. En 2005, peu après la promotion du single Ugly, Mutya décide de quitter le groupe afin de se consacrer à sa fille Thalia. Elle est remplacée par Amelle Berrabah en 2005, avant de réintégrer le groupe en 2013.

## Carrière solo
Le MySpace de Mutya apparaît le 25 avril 2006 et les premières démos d'une carrière solo voient le jour laissant deviner la préparation d'un album. Les démos ayant été diffusées sont: Love Story, 2 The Limit, Wonderful, Darkside, Suffer 4 Love, Sunshine, Addiction, Paperbag, Strung Out, Where You'll Find Me et Song 4 Mutya (Out Of Control), produites par Groove Armada.
Pour ce premier opus, Mutya a collaboré avec des producteurs et chanteurs comme Groove Armada, Tah Mac, George Michael, Amy Winehouse et des rumeurs laissent croire que l'album contiendrait des collaborations avec des artistes comme Justin Timberlake, Johnny Douglas ou Pharrell.
Le premier single est Real Girl qui reprend le sample de It Aint Over 'Til It's Over, un des plus grands classiques de Lenny Kravitz. Il a connu un petit succès dans les charts au Royaume-Uni en se classant #2.
Le second single annoncé est Song 4 Mutya, qui a la particularité d'être en même temps son second single mais également celui du groupe Groove Armada qui a produit cette chanson et qui participe sur ce titre avec Mutya. Le titre se classera 8e en Angleterre.
Un moment fut annoncé la sortie du titre en duo avec Amy Winehouse en tant que troisième single mais c'est finalement Just A Little Bit qui sort le 17 septembre 2007 au Royaume-Uni, et qui connaît un très faible succès. B Boy Baby n'est donc commercialisé qu'en quatrième single et se révèlera être un cuisant échec également.
Le 12 février 2008, Mutya est lâchée par sa maison de disques en raison des faibles ventes et classements de son album et de ses deux derniers singles. Elle travaille ensuite à l'enregistrement d'un deuxième album solo avec le producteur Dave Michigan, pour une sortie initialement annoncée en 2009. Elle finit finalement par réintégrer les Sugababes en 2013.

### Celebrity Big Brother
Mutya a participé à l'émission Celebrity Big Brother 2009 de la chaîne anglaise Channel 4. Elle est la troisième candidate à quitter l'aventure le 16 janvier 2009, après Lucy Pinder et Tina Malone. Elle explique qu'elle a dû partir à la suite des avances sexuelles que lui aurait fait le rappeur Coolio à trois reprises. Elle était également avec LaToya Jackson et Verne Troyer.

## Discographie

### Albums

#### Sugababes
| R-U  | ALL                                 | POL | SUI | AUT | N-Z | SUE | FR | FIN | NOR |    |    |
| 2000 | One Touch                           | 26  | 7   | 8   | 8   | 6   | 16 | —   | —   | —  | —  |
| 2002 | Angels with Dirty Faces             | 2   | 13  | 7   | 13  | 19  | 21 | 49  | —   | 32 | 11 |
| 2003 | Three                               | 3   | 10  | 13  | 9   | 21  | 45 | 54  | 128 | 40 | 22 |
| 2005 | Taller In More Ways                 | 1   | 11  | 1   | 6   | 5   | 16 | 23  | —   | —  | 30 |
| 2006 | Overloaded : The Singles Collection | 3   | 38  | 9   | 29  | 25  | —  | —   | —   | —  | 21 |
| 2022 | The Lost Tapes                      | —   | —   | —   | —   | —   | —  | —   | —   | —  | —  |

#### Solo
| Année | Titre     | Classement des ventes | Classement des ventes | Classement des ventes | Classement des ventes | Ventes   | Certification |
| Année | Titre     | R-U                   | IRL                   | P-B                   | SUI                   | Ventes   | Certification |
| ----- | --------- | --------------------- | --------------------- | --------------------- | --------------------- | -------- | ------------- |
| 2007  | Real Girl | 10                    | 51                    | 71                    | 66                    | +100 000 | Or            |

### Singles
| Année | Single                                                              | Classement des ventes | Classement des ventes | Classement des ventes | Classement des ventes | Classement des ventes | Classement des ventes | Classement des ventes | Classement des ventes | Classement des ventes | Classement des ventes | Chiffres des ventes britanniques | Album     |
| Année | Single                                                              | R-U                   | IRL                   | ITA                   | P-B                   | POR                   | BUL                   | EU                    | AUS                   | FIN                   | Monde                 | Chiffres des ventes britanniques | Album     |
| ----- | ------------------------------------------------------------------- | --------------------- | --------------------- | --------------------- | --------------------- | --------------------- | --------------------- | --------------------- | --------------------- | --------------------- | --------------------- | -------------------------------- | --------- |
| 2006  | This Is Not Real Love (George Michael featuring Mutya Buena)        | 15                    | 27                    | 4                     | 32                    | 38                    | —                     | 13                    | —                     | —                     | —                     | 19.000                           | Real Girl |
| 2007  | Real Girl                                                           | 2                     | 25                    | 18                    | 6                     | 22                    | 6                     | 16                    | 59                    | 6                     | 29                    | 105.000                          | Real Girl |
| 2007  | Song 4 Mutya (Out of Control) (Groove Armada featuring Mutya Buena) | 8                     | 26                    | 49                    | 37                    | 26                    | 14                    | 22                    | 24                    | 12                    | —                     | 60.000                           | Real Girl |
| 2007  | Just A Little Bit                                                   | 65                    | —                     | —                     | —                     | —                     | —                     | —                     | —                     | —                     | —                     | 2.000                            | Real Girl |
| 2007  | B Boy Baby (featuring Amy Winehouse)                                | 73                    | —                     | —                     | —                     | —                     | 36                    | —                     | —                     | —                     | —                     | 1.500                            | Real Girl |

### Vidéos
- Real Girl
- Song 4 Mutya
- Just A Little Bit
- B Boy Baby
- With You
- Fallin